# 克利爾克里克鎮區 (堪薩斯州馬里昂縣)
克利爾克里克鎮區（英語：Clear Creek Township）為美國堪薩斯州馬里昂縣轄下的鎮區。2010年美国人口普查中此鎮區人口有548人。

## 地理
克利爾克里克鎮區涵蓋總面積為196.3平方（75.78平方英里），其中陸地面積為195.9平方（75.63平方英里），水域面積為0.39平方（0.15平方英里）或0.20%。海拔高度1,421（4,662英尺）。

## 人口統計
根據2010年美國人口普查，克利爾克里克鎮區人口有548人，其中男性有281人，女性有267人，人口密度為每平方公里2.79人，住房計254戶。鎮區內的白人有525人，非裔美國人有0人，美洲原住民有7人，亞裔美國人有1人，太平洋島裔美國人有0人，其他種族有4人，混血種族則有11人。此外鎮區內有22人為西班牙裔或拉丁裔美國人。此鎮區之年齡中位數為41.5歲，而男性年齡中位數為41.6歲，女性年齡中位數為41.4歲。

## 交通

### 主要公路
- 56號美國國道